# Parque Dona Lindu
O Parque Dona Lindu é um parque da cidade do Recife, capital do estado brasileiro de Pernambuco. Está localizado no bairro de Boa Viagem, entre as avenidas Boa Viagem e Visconde de Jequitinhonha. O local antes pertencera à Aeronáutica.
Foi projetado pelo arquiteto Oscar Niemeyer.

## História
O nome do parque foi dado em homenagem a Eurídice Ferreira de Melo, mãe do atual presidente Luiz Inácio Lula da Silva.
O Parque Dona Lindu recebeu investimentos na ordem de R$ 30 milhões e foi construído numa área de 27.166,68 m², à beira-mar da praia de Boa Viagem, com 60% destinados à área verde.
O projeto de Oscar Niemeyer inclui ciclovia, pistas para cooper e skate, quadra poliesportiva, playground, áreas para descanso e ginástica. Conta também com teatro, pavilhão para exposições, restaurante, sanitários, fraldário e central técnica.